# Pelidnota kirschi
Pelidnota kirschi es una especie de escarabajo del género Pelidnota, familia Scarabaeidae. Fue descrita científicamente por Bates en 1904.
Especie nativa de la región neotropical. Habita en Colombia.